# Stuttgart-Zuffenhausen (stacja kolejowa)
Stuttgart-Zuffenhausen (niem: Bahnhof Stuttgart-Zuffenhausen) – stacja kolejowa w Stuttgarcie, w regionie Badenia-Wirtembergia, w Niemczech, w dzielnicy Zuffenhausen. Jest jedną z największych stacji kolejowych w Stuttgarcie.
Według klasyfikacji Deutsche Bahn posiada kategorię 3.

## Połączenia

### S-Bahn
| Linia | Trasa |
| ----- | --- |
| S4    | Marbach – Ludwigsburg – Zuffenhausen – Hauptbahnhof – Schwabstraße                                                                                        |
| S5    | Bietigheim – Ludwigsburg – Zuffenhausen – Hauptbahnhof – Schwabstraße                                                                                     |
| S6    | Weil der Stadt – Renningen – Leonberg – Zuffenhausen – Hauptbahnhof – Schwabstraße (Dodatkowe pociągi w godzinach szczytu między Leonberg i Schwabstraße) |
| S60   | Böblingen – Sindelfingen – Magstadt – Renningen – Leonberg – Zuffenhausen – Hauptbahnhof – Schwabstraße                                                   |

### Regio Bahn
| Linia | Trasa                                                                    |
| ----- | ------------------------------------------------------------------------ |
| R61   | Feuerbach – Zuffenhausen – Korntal – Hemmingen – Heimerdingen – Weissach |